# Trélou-sur-Marne
Trélou-sur-Marne ist eine französische Gemeinde  mit 948 Einwohnern (Stand: 1. Januar 2022) im Département Aisne in der Region Hauts-de-France. Sie gehört zum Arrondissement Château-Thierry und zum Kanton Essômes-sur-Marne.

## Geografie
Die Gemeinde Trélou-sur-Marne liegt an der Grenze zum Département Marne, etwa 40 Kilometer südwestlich von Reims an der Marne, die die Gemeinde im Süden begrenzt. Nachbargemeinden von Trélou-sur-Marne sind Courmont im Norden, Champvoisy im Nordosten, Vincelles im Osten, Dormans im Südosten und Süden, Courthiézy im Süden, Reuilly-Sauvigny im Südwesten, Barzy-sur-Marne im Westen sowie Le Charmel im Nordwesten.

## Bevölkerungsentwicklung
| Jahr                       | 1962 | 1968 | 1975 | 1982 | 1990 | 1999 | 2006 | 2015 | 2022 |
| -------------------------- | ---- | ---- | ---- | ---- | ---- | ---- | ---- | ---- | ---- |
| Einwohner                  | 947  | 944  | 871  | 875  | 854  | 892  | 938  | 955  | 948  |
| Quellen: Cassini und INSEE |      |      |      |      |      |      |      |      |      |

## Sehenswürdigkeiten
- Kirche Saint-Médard aus dem 12. Jahrhundert

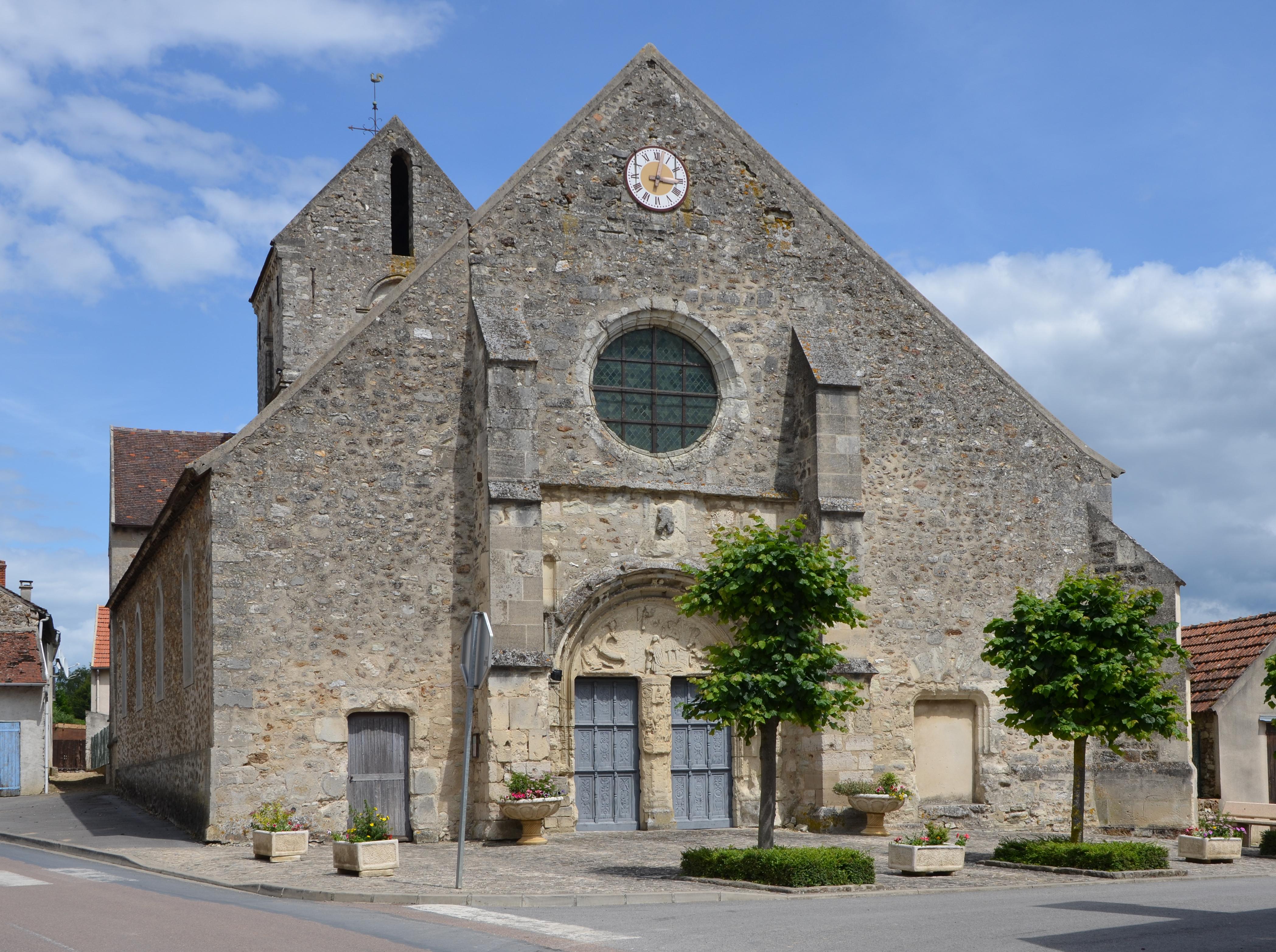
Kirche Saint-Médard